# 施泰費利弗盧山
46°57′52″N 8°9′52″E / 46.96444°N 8.16444°E

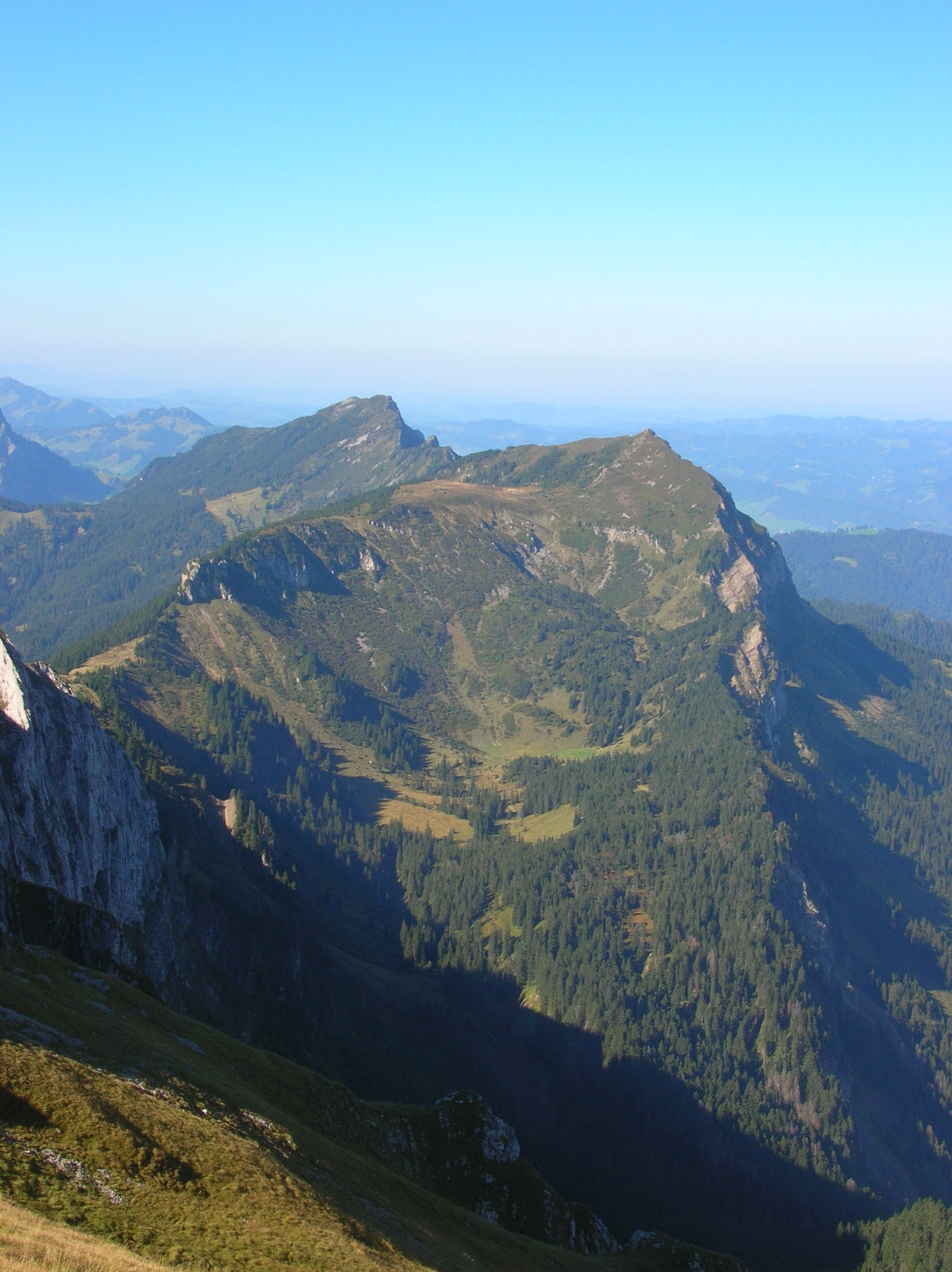

施泰費利弗盧山（Stäfeliflue），是瑞士的山峰，位於該國中部，處於盧塞恩州和上瓦爾登州接壤的邊界，屬於皮拉圖斯峰的一部分，海拔高度1,922米，每年平均降雨量2,465毫米。